# Zapach

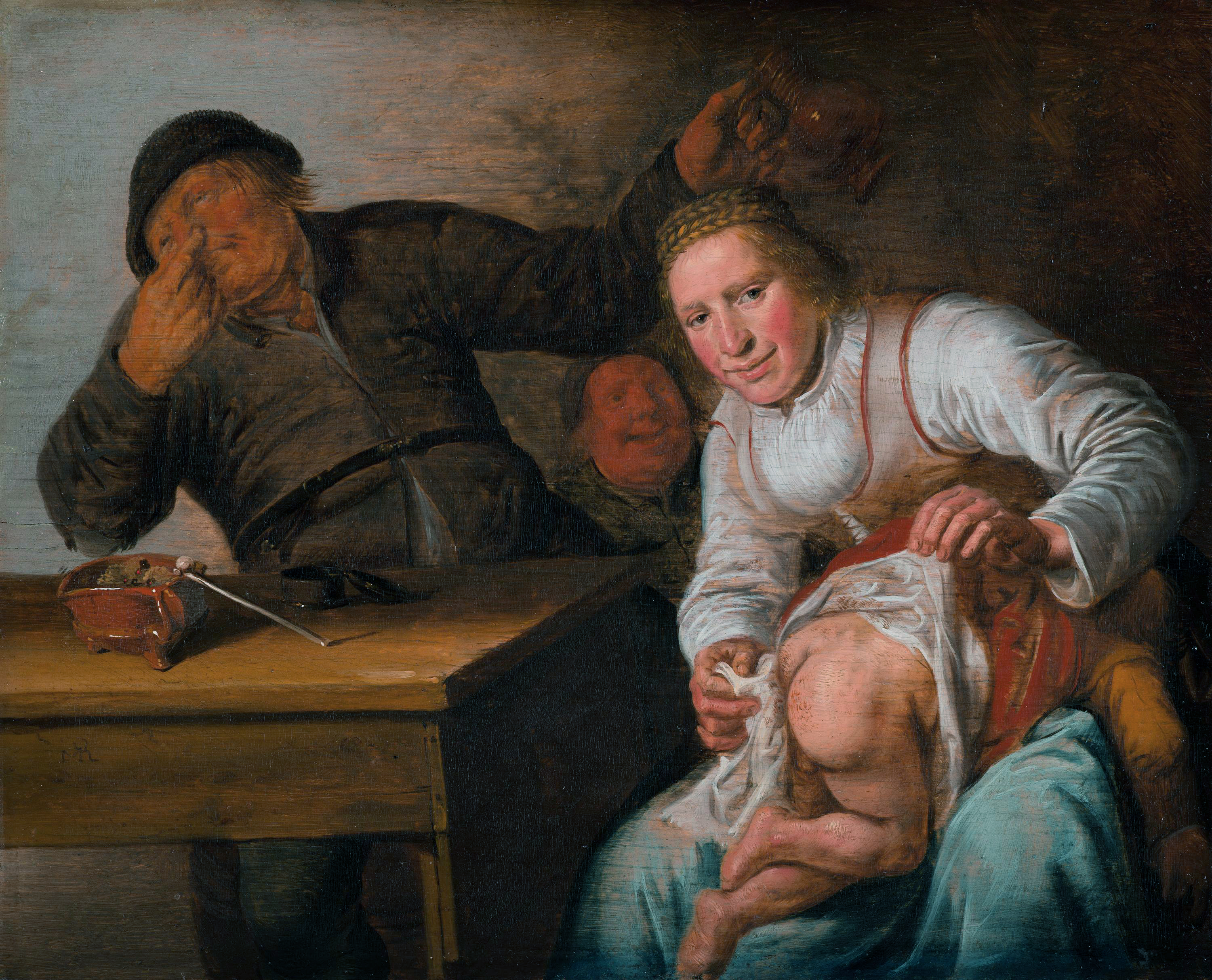
Jan Miense Molenaer, Smell, 1637

Zapach (łac. olfactus, ang. odor lub odour, smell, fr. odeur, niem. Geruch) – w najogólniejszym sensie:
- cecha związków chemicznych lub ich mieszanin (odorantów), polegająca na zdolności do pobudzania narządu węchu, czyli odgrywania roli bodźców wywołujących wrażenia (mówimy np. „Aminy mają zapach rybi”),
- wrażenie węchowe, odbierane w wyniku działania chemicznego bodźca (mówimy np. „Czuję jakiś ładny zapach”).

W języku polskim przez zapach rozumie się często woń przyjemną, jest np. nazwą olejków dodawanych do potraw, ale używa się tego słowa również w sensie woni obojętnej lub przykrej – nieprzyjemne zapachy są nazywane smrodem, odorem lub fetorem.

## Odbieranie wrażeń węchowych i funkcje zapachu

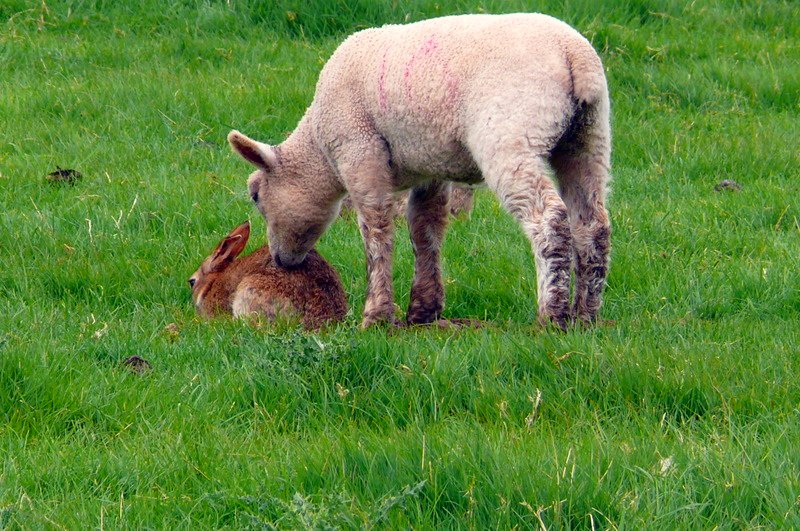
Owieczka czuje zapach (wrażenie węchowe)

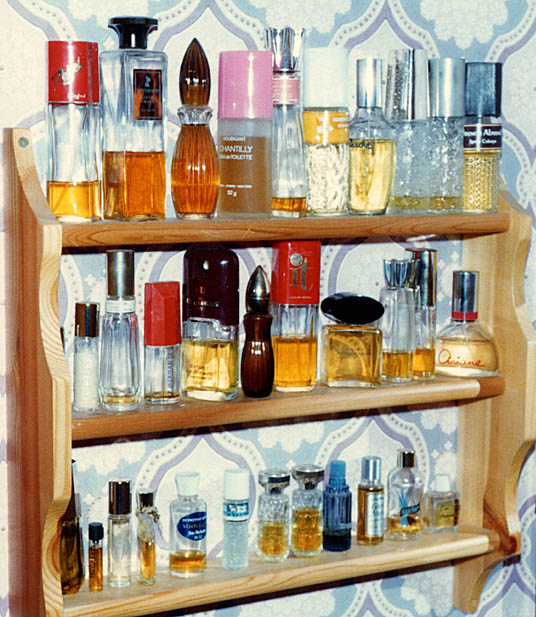
Artykuły, które mają zapach (cecha artykułu)

Człowiek odczuwa zapachy na skutek wdychania do nosa powietrza, w którym zawarty jest co najmniej jeden związek wonny w ilości większej od określonego stężenia minimalnego.
Aby pierwiastek lub związek chemiczny był wonny, przede wszystkim musi być lotny, czyli musi mieć wystarczająco dużą prężność pary w temperaturze pokojowej. Kolejne warunki, to zdolność do przenikania przez błonę śluzową, znajdującą się na powierzchni nabłonka węchowego, oraz do tworzenia kompleksów z białkami receptorowymi, mieszczącymi się w błonie komórek węchowych (receptorowych) nabłonka. Komórki przekazują informacje o odebraniu bodźca do węchomózgowia i wyższych pięter centralnego układu nerwowego.
Liczbę bodźców zapachowych możliwych do rozróżnienia przez człowieka szacuje się na około 10 tysięcy, jednak C. Bushdid i in. przeprowadzili badania, z których wynika, że liczba ta wynosi około biliona
Ogromna większość lotnych związków chemicznych ma zapach – mniej lub bardziej intensywny. Do nielicznych substancji bezwonnych należą gazy, które stale występują w powietrzu, takie jak tlen, azot, dwutlenek węgla, argon, hel lub para wodna. Dzięki temu jest możliwe pełnienie przez nabłonek węchowy roli detektora, który przekazuje do węchowego analizatora informacje o otoczeniu, np. o obecności w powietrzu śladowych ilości substancji semiochemicznych. Jest to funkcja węchu, ważna z punktu widzenia interakcji międzygatunkowych i wewnątrzgatunkowych we wszystkich ziemskich ekosystemach. Odgrywa też ważną rolę w życiu współczesnego człowieka (sygnały ostrzegawcze o toksycznych zanieczyszczeniach powietrza, informujące o jakości pożywienia itp.).
Rodzaj i intensywność zapachu określonej próbki (np. owoc, mydło, wykładzina podłogowa) zależy od tego:
- jakie lotne związki są uwalniane z jego powierzchni i w jakich ilościach (jakie są prężności pary składników materiału w temperaturze otoczenia),
- jak wdychane powietrze, zawierające określone zanieczyszczenia, zostanie zakwalifikowane przez biologiczny analizator chemicznego bodźca – węch zwierzęcia lub człowieka.

Poszukiwania związku między subiektywną charakterystyką wrażenia i obiektywną charakterystyką bodźca wchodzą w zakres psychofizyki oraz innych nauk, objętych zainteresowaniami kognitywistyki. Badania mechanizmów powstawania pozytywnych lub negatywnych emocji, wywoływanych przez bodźce węchowe, są prowadzone m.in. z użyciem fMRI – obrazowania zmian aktywności lewej lub prawej części kory przedczołowej, związanych z odczuwaniem emocji o różnej jakości hedonicznej (hamujących spontaniczne stany emocjonalne, związane z aktywnością podwzgórza i układu limbicznego).

## Psychofizyka węchu
Psychofizyka zajmuje się zależnościami wrażeń zmysłowych (sfera psychiki) od wielkości i rodzaju bodźców, które je wywołują (fizycznych lub chemicznych). Cechy wrażeń zmysłowych są określane metodami analizy sensorycznej, a wielkości bodźców – z użyciem odpowiednich przyrządów pomiarowych. W przypadku badań dotyczących węchu pomiary wielkości bodźca są wykonywane z użyciem różnych klasycznych analizatorów stężenia zanieczyszczeń powietrza (np. chromatografów gazowych) albo specyficzną metodą olfaktometrii dynamicznej (pomiary stężenia zapachowego).
W zakres psychofizyki węchu wchodzą na przykład:
- oznaczenia wartości progów węchowej wyczuwalności (czystych związków chemicznych i mieszanin),
- określanie zależności między wynikami jakościowych i ilościowych analiz próbek powietrza (obiektywna charakterystyka bodźca) a cechami zapachu (wrażenia):
  - intensywnością (np. psychofizyczne prawo Webera-Fechnera, modele interakcji węchowych),
  - rodzajem (charakterem) zapachu (do jakich znanych wzorców jest podobny),
  - jakością hedoniczną (jak bardzo jest przyjemny lub nieprzyjemny).

### Próg węchowej wyczuwalności

#### Progi wyczuwalności czystych związków chemicznych
Próg węchowej wyczuwalności związku chemicznego to stężenie, przy którym zapach staje się wyczuwalny. Badania progów percepcji są wykonywane „metodami limitów” lub metodą „testów różnicowych” – parzystych, trójkątowych i innych (zob. analiza sensoryczna). Ze względu na zmienność wrażliwości węchu testy sensorycznej wrażliwości trzeba przeprowadzać wielokrotnie, ograniczając do minimum wpływ innych zewnętrznych bodźców. Przyjęto, że próg indywidualny odpowiada stężeniu zanieczyszczenia w próbce, przy którym prawdopodobieństwo wyczucia zapachu przez osobę oceniającą wynosi 0,5. Rozpoznanie zapachu jest możliwe po około dziesięciokrotnym zwiększeniu stężenia związku w powietrzu.
Dostępne w piśmiennictwie wartości progów wyczuwalności są bardzo zróżnicowane, co ilustrują poniższe przykłady, zaczerpniętymi z obszernego opracowania J. Amoore’a. Amoore zgromadził źródłowe dane z lat 1909–1983, dotyczące kilkuset związków występujących w atmosferze przemysłowej. Celem pracy było określenie możliwości uznawania zapachu za sygnał alarmowy, ostrzegający o zagrożeniu chemicznym.
| Nazwa związku     | Masa mol. [g/mol] | Wzór sumaryczny | Liczba danych źródłowych | Próg – średnia geom. [ppm] | śr. geom. / SD | śr. geom. * SD |
| ----------------- | ----------------- | --------------- | ------------------------ | -------------------------- | -------------- | -------------- |
| Siarkowodór       | 34,1              | H 2S            | 26                       | 0,008                      | 0,0054         | 0,0122         |
| Amoniak           | 17,0              | NH 3            | 13                       | 5,20                       | 2,6            | 10,4           |
| Ozon              | 48,0              | O 3             | 6                        | 0,045                      | 0,024          | 0,0855         |
| Dwusiarczek węgla | 76,1              | CS 2            | 6                        | 0,11                       | 0,058          | 0,209          |
| Kwas mrówkowy     | 46,0              | HCOOH           | 9                        | 49,0                       | 25,8           | 93,1           |
| Metanol           | 32,0              | CH 3OH          | 17                       | 100                        | 50             | 200            |
| Metanotiol        | 48,1              | CH 3SH          | 10                       | 0,002                      | 0,0008         | 0,0032         |
| Metyloamina       | 31,1              | CH 3NH 2        | 5                        | 3,20                       | 0,7            | 14,7           |
| Cyjanowodór       | 27,0              | HCN             | 5                        | 0,58                       | 0,3            | 1,1            |
| Etanol            | 46,1              | C 2H 5OH        | 18                       | 84,0                       | 46,7           | 151            |
| Etanotiol         | 62,1              | C 2H 5SH        | 13                       | 0,001                      | 0,00038        | 0,0015         |
| Aceton            | 58,1              | (CH 3) 2CO      | 28                       | 13,0                       | 8,13           | 20,8           |
| Trimetyloamina    | 59,1              | (CH 3) 3N       | 4                        | 0,0004                     | 0,0003         | 0,0006         |
| Dietyloamina      | 73,1              | (C 2H 5) 2NH    | 7                        | 0,130                      | 0,045          | 0,38           |
| Pirydyna          | 79,1              | C 5H 5N         | 25                       | 0,170                      | 0,12           | 0,24           |
| Chlorobenzen      | 112,6             | C 6H 5Cl        | 8                        | 0,680                      | 0,43           | 1,09           |
| Nitrobenzen       | 123,1             | C 6H 5NO 2      | 15                       | 0,018                      | 0,01           | 0,031          |
| Benzen            | 78,1              | C 6H 6          | 23                       | 12,0                       | 7,5            | 19,2           |

Zestawienie ma charakter orientacyjny. Dotyczące poszczególnych związków dane źródłowe są bardzo zróżnicowane (SD – odchylenie standardowe średniej geometrycznej). Jest to konsekwencją stosowania – w ubiegłych latach – różnych procedur pomiarowych lub odczynników o niepotwierdzonej czystości (niezbędna dokładność analiz jest trudna do osiągnięcia nawet obecnie).

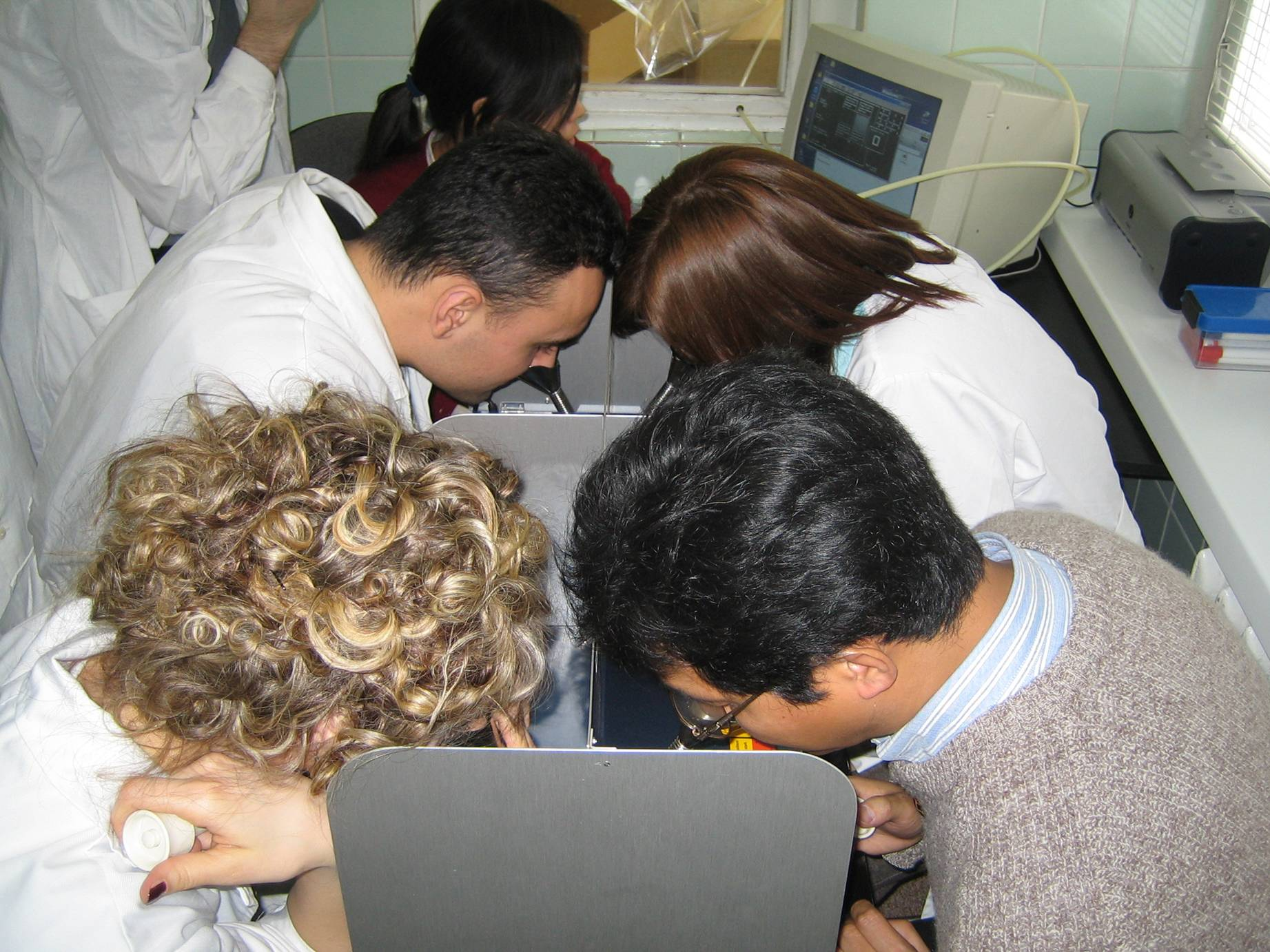
Pomiar progu wyczuwalności n-butanolu przy olfaktometrze TO7

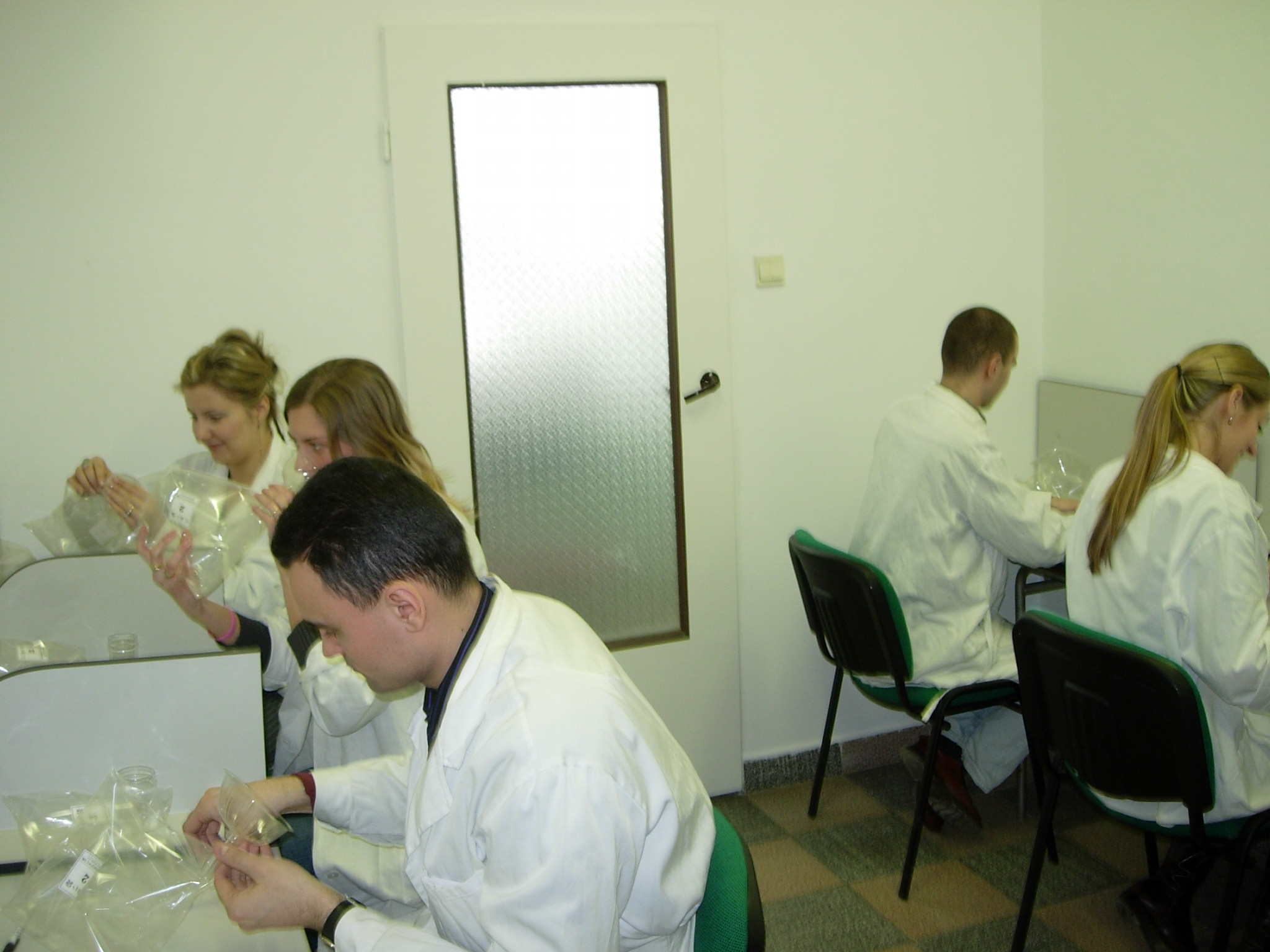
Japoński test trójkątowy w ZUT-Szczecin

Od roku 2003 w Europie oznaczenia indywidualnych i zespołowych progów wyczuwalności zapachu są wykonywane zgodnie z normą EN 13725 (PN-EN 13725:2007) metodą olfaktometrii dynamicznej, w Japonii – metodą rozcieńczeń statycznych (testy trójkątowe). Wyniki, uzyskiwana z użyciem obu technik, są podobne.
W czasie badań wykonywanych metodą olfaktometrii dynamicznej grupa osób wielokrotnie porównuje zapach strumienia powietrza zawierającego różne – znane – ilości badanego zanieczyszczenia z zapachem jednego lub dwóch (test „parzysty” lub „trójkątowy”) strumieni powietrza czystego. Zadaniem oceniających jest wskazanie, który z porównywanych strumieni zawiera odorant. Wynikiem testu jest najmniejsza z wartości stężenia, przy których wskazania są poprawne. Indywidualne progi wyczuwalności (symbol ITE –Individual Threshold Estimate) są zdefiniowane statystycznie, jako średnie geometryczne ze zbioru 10-20 kolejnych wyników pomiarów (wykonywanych w czasie kilku sesji). Umożliwia to określenie – charakterystycznego dla badanej osoby – zakresu zmienności progu pod wpływem zmian nastroju i okoliczności zakłócających percepcję (np. hałas, zdenerwowanie itp.).
Próg wyczuwalności zapachu związku chemicznego – oznaczany symbolem cth (th – threshold; (ang.) „próg”) – jest średnią geometryczną z określonej liczby wartości ITE. Mogą to być wartości „grupowe” lub „zespołowe”. Pojęcie „zespół” odnosi się do grupy osób, które mają podobną wrażliwość węchu na zapach n-butanolu. Muszą spełniać kryteria selekcji, określone w normie (średnia z ITEn-butanol w zakresie 20-80 ppb, odchylenie standardowe większe od wartości wskazanej w normie).

#### Próg wyczuwalności zapachu mieszanin
Zestawienia wiarygodnych wartości cth [ppm] czystych związków chemicznych nie umożliwiają przewidywania zapachu ich mieszanin z innymi związkami. W mieszaninach odorantów występują tzw. interakcje węchowe (wzajemne wzmocnienie, osłabienie lub maskowanie). Ogranicza to możliwości wykorzystywania węchu jako „osobistego urządzenia”, ostrzegającego przed zagrożeniem chemicznym.
Szczególnym rodzajem interakcji jest współdziałanie dwóch rodzajów substancji bezwonnych, które mogą wywoływać wrażenie węchowe, jeżeli występują w powietrzu równocześnie (Z. Zou i L.B. Buck, 2006).
Badania rodzajów interakcji węchowych są prowadzone od bardzo dawna, jednak dotychczas nie doprowadziły do wyjaśnienia mechanizmu tych procesów.
Obiektami badań doświadczalnych są najczęściej próbki powietrza zawierającego zaledwie dwa lub trzy rodzaje odorantów, takie jak: siarkowodór-amoniak-metyloamina, cykloheksan i cykloheksanon, aceton-kwas octowy-octan etylu i inne. Tabela poniżej ilustruje wielokrotnie opisywane zjawisko, że związki czyste mają niższy próg wyczuwalności, niż związki z domieszkami (progi oznaczano metodą ekstrapolacyjną (nie zgodną z PN-EN 13725)).
| Odoranty                                 | Proporcja składników mieszaniny (molowo) | Grupowy próg wyczuwalności cth |
| ---------------------------------------- | ---------------------------------------- | ------------------------------ |
| Cykloheksan                              | czysty składnik 1                        | 154 ppm                        |
| Cykloheksan-cykloheksanon (mieszanina 1) | 98 : 2                                   | 546 ppm                        |
| Cykloheksan-cykloheksanon (mieszanina 2) | 95 : 5                                   | 229 ppm                        |
| Cykloheksan-cykloheksanon (mieszanina 3) | 86 : 14                                  | 164 ppm                        |
| Cykloheksanon                            | czysty składnik 2                        | 10 ppm                         |

#### Adaptacja węchowa

Zmiany progu wyczuwalności zapachu i intensywności wrażenia spowodowane stopniowym wzrostem stężenia odoranta

Czynnikiem ograniczającym możliwości uznania zapachu za sygnał alarmowy jest adaptacja sensoryczna. Przebywając w pomieszczeniu, w którym stężenie toksycznego związku stopniowo rośnie, możemy nie wyczuć jego zapachu, mimo wielokrotnego przekroczenia progu wyczuwalności, określanego zgodnie z normą w czystym laboratorium. Rysunek ilustruje sytuację, gdy wzrost stężenia odoranta ma charakter schodkowy. Adaptacja sprawia, że po chwili zapach ten przestaje być wyczuwalny. Próg podwyższa się do poziomu równego wartości stężenia w otoczeniu, które analizator węchowy zaczyna uznawać za naturalne tło dla innych bodźców. Zauważalny jest tylko kolejny wzrost stężenia (ponad nowy próg wyczuwalności). Odczuwane wrażenie jest wtedy dużo słabsze od tego, które byłoby odebrane bez wcześniejszej adaptacji. Podobnie przebiega adaptacja wzroku do zmieniającego się oświetlenia.

### Intensywność zapachu

#### Prawo Webera-Fechnera i prawo Stevensa
Powszechnie wiadomo, że zapachy występujące w otoczeniu człowieka – pożądane lub niepożądane – z różną szybkością zanikają w miarę rozcieńczania czystym powietrzem (są mniej lub bardziej „uporczywe”).
Najczęściej stosowane równania matematyczne, opisujące tę zależność intensywności zapachu od stężenia odorantów, są wyrazem praw psychofizycznych o charakterze ogólnym (dotyczących percepcji wszystkich wrażeń zmysłowych). Stosowane są dwa rodzaje funkcji:
- logarytmiczna, wynikająca z prawa Webera-Fechnera:

{\displaystyle S=k_{\mathrm {WF} }\log(c/c_{\mathrm {th} }),}
- potęgowa, wynikająca z prawa Stevensa:

{\displaystyle S=k_{\mathrm {S} }\cdot c^{\mathrm {n} }.}
Zastosowane symbole oznaczają:

Prawa psychofizyczne Webera-Fechnera i Stevensa – a wyniki ocen intensywności zapachu

- {\displaystyle S} – intensywność zapachu, określana różnymi metodami skalowania (popularne techniki analizy sensorycznej)
- {\displaystyle c_{\mathrm {th} }} – próg wyczuwalności zapachu,
- {\displaystyle k_{\mathrm {S} },} {\displaystyle k_{\mathrm {WF} },} {\displaystyle \mathrm {n} } – stałe empiryczne (indywidualna cecha węchu człowieka, różne wartości dla różnych odorantów).

Na rysunku przedstawiono wyniki ocen intensywności zapachu powietrza zawierającego różne ilości czterech związków chemicznych (źródło – tab. 3.4 w podręczniku „Odory”, PWN 2002).
Zmienną niezależną (x) jest – na każdym z wykresów – logarytm ze stężenia zanieczyszczenia. Zmienną zależną jest intensywność zapachu (prosta oczekiwana według Webera-Fechnera) oraz logarytm intensywności (prosta oczekiwana według Stevensa). Wskazanie prawa, które lepiej odpowiada wynikom oznaczeń (punkty), utrudnia niewielka powtarzalność ocen intensywności zapachu.

#### Modele interakcji węchowych
Modelami interakcji węchowych są nazywane równania empiryczne, które opisują zależność intensywności zapachu powietrza zawierającego mieszaniny zanieczyszczeń od:
- intensywności zapachu, który wywołałyby składniki mieszaniny, gdyby występowały pojedynczo (modele psychologiczne),
- stężeń składników mieszaniny i ich psychofizycznych charakterystyk (modele psychofizyczne).

Żaden z licznych opracowanych modeli nie ma charakteru ogólnego.

### Klasyfikacja zapachów według rodzaju

#### Historia badań naukowych
Próby klasyfikacji zapachów były podejmowane już w starożytności. Znana jest klasyfikacja Arystotelesa (384–322 p.n.e.), który proponował wyodrębnienie 6 klas, określonych nazwami pochodzącymi od smaków, łatwiejszych do nazwania. Jest to związane, jak wiadomo obecnie, z odbieraniem wrażeń smakowych przez pięć różnych receptorów bodźców smakowych.
W roku 1752 Linneusz wyodrębnił siedem klas zapachu: aromatyczny, pachnący, ambrozji, czosnkowy, kozi, odpychający i budzący mdłości. Klasyfikacja Linneusza, w wersji nieco zmienionej w r. 1895 przez Zwaardemakera (9 klas, nieco zmienione nazwy zapachów), była stosowana przez około 100 lat.
Na przełomie XIX i XX wieku podejmowano próby doświadczalnego wykazania, że wymienione zapachy – wyodrębnione na podstawie subiektywnych wrażeń – są „zapachami podstawowymi”. Opierano się na analogii z mechanizmem odbierania barwnych wrażeń wzrokowych. W siatkówce oka występują trzy rodzaje czopków widzenia dziennego, które zawierają białka (rodopsyna) zmieniające konformację w wyniku absorpcji kwantów promieniowania w trzech pasmach widma widzialnego (trzy barwy podstawowe). Dzięki ich pobudzaniu w różnym stopniu człowiek odbiera całą paletę barw i odcieni.
Zakładano, że pobudzenie niewielkiej liczby rodzajów receptorów „zapachów podstawowych” (6-9) umożliwia komponowanie wszystkich znanych zapachów. Doświadczenia zmierzające do potwierdzenia hipotezy o istnieniu sześciu zapachów podstawowych prowadził niemiecki psycholog Hans Henning (1885–1946). Jako zapachy podstawowe zaproponował on w 1915 roku zapachy: korzenny, kwietny, owocowy, żywiczny, przypalony i gnilny. Jednoznacznego potwierdzenia hipotezy nie uzyskano.
W latach 1960–1980 bardzo popularna była kolejna hipoteza, dotyczące zapachów podstawowych – w dużo mniejszym stopniu oparta na subiektywnych ocenach podobieństwa zapachu. System Johna Amoore’a i Roberta Moncrieffa jest znany jako teoria stereochemiczna Amoore’a.
Na podstawie przeglądu piśmiennictwa Amoore wykazał, że istnieje siedem najczęściej używanych określeń zapachu czystych związków chemicznych: zapach kamforowy, piżmowy, kwiatowy, miętowy, eteryczny, ostry i gnilny. Stwierdził, że w tak wyodrębnionych grupach znalazły się związki, których modele kulowe mają podobny kształt, uznał więc, że istnieje siedem różnych receptorów zapachów podstawowych, w których znajdują się „gniazdka” o odpowiednim kształcie (model klucza i zamka).
Obecnie wiadomo, że problem percepcji zapachu jest znacznie bardziej skomplikowany. W nabłonku węchowym człowieka znajduje się około 300 różnych białek receptorowych, przy czym nie reagują nie są one selektywne (na obecność jednego związku reaguje nie jeden, lecz kilka lub więcej różnych receptorów (Linda B. Buck, Richard Axel, Nagroda Nobla 2004)). Próby klasyfikacji zapachów, oparte na hipotezie „zapachów podstawowych”, zostały zarzucone.

#### Klasyfikacje zapachów, stosowane w praktyce
Podstawą stosowanych w praktyce systemów klasyfikowania zapachów i substancji zapachowych są wyniki:
- oznaczeń lotności substancji (prężności par w ustalonej temperaturze),
- ocen intensywności zapachu w określonych warunkach (np. z użyciem skal punktowych 10-stopniowych),
- ocen podobieństwa rodzaju zapachu do określonych wzorców (np. najbliższe skojarzenie z zapachem naturalnym).

W przemyśle spożywczym wyodrębnia się „słodkie”, „kwaśne” i „słone” (nawiązanie do systemu klasyfikacji Arystotelesa). Przykładami grup „słodkich” są karmelowa, miodowa, cytrusowa, maślana. Większą liczbę grup i podgrup stosuje się, oceniając jakość win z użyciem „The Aroma Wheel”. Analogiczne „koła zapachów” są używane w przemyśle kosmetycznym. Nazwy zapachów nazwy wywodzą się zwykle z nazw ziół i kwiatów, z którymi kojarzą się najbardziej, na przykład grupa „różana”, czy grupa „jaśminowa”. Istnieją też katalogi związków posiadających intensywny zapach, ale zakazanych ze względu na toksyczność, silne alergizowanie lub rakotwórczość. Dla przykładu – w większości krajów świata jest zakazane stosowanie tanich i silnie pachnących estrów kwasu octowego i masłowego.
|          | 1   | 2   | 3   | 4   | 5   | 6   | 7   |        |
| -------- | --- | --- | --- | --- | --- | --- | --- | ------ |
| gruby    | ... | A   | B   | ... | ... | ... | ... | cienki |
| cichy    | ... | A   | ... | B   | ... | ... | ... | głośny |
| szorstki | A   | ... | ... | ... | ... | ... | B   | gładki |
| stary    | ... | ... | ... | B   | A   | ... | ... | młody  |
| ciężki   | ... | B   | ... | A   | ... | ... | ... | lekki  |

### Hedoniczna jakość zapachu
Najczęściej stosowane metody określania, w jakim stopniu dany zapach jest przyjemny lub nieprzyjemny, polegają na stosowaniu skal punktowych, graficznych lub skal wzorców. Stosowane są metody konsumenckie i eksperckie.
Badania konsumenckie muszą obejmować duże grupy ludzi, ponieważ odczuwane emocje są wybitnie subiektywne (związane czynnikami genetycznymi, osobistymi doświadczeniami życiowymi, zdrowiem, dietą itp.). Badania eksperckie są wykonywane różnymi metodami „profilowania jakości zapachu”. Przykład takiej skali zamieszczono obok. Jest to fragment dużej tabeli, zawierającej liczne skrajne określenia cech różnych bodźców/próbek. Niektóre z nich nie są – w normalnych sytuacjach życiowych – stosowane w odniesieniu do zapachu. Symbole A i B oznaczają zapachy (badane próbki zapachowe), których profile są porównywane.

## Struktura cząsteczek a zapach
Związek między strukturą cząsteczek odorantów a ich zapachem – rodzajem i intensywnością wrażenia przy określonym stężeniu – nie jest do końca wyjaśniony, mimo wieloletnich badań. Określenie zależności zapachu od struktury utrudniają liczne czynniki, np. takie jak:
- bardzo duże zróżnicowanie wrażliwości węchu w populacji (duża rola czynników genetycznych i kulturowych)[7].
- duże zmiany indywidualnej wrażliwości węchu w czasie, np. wskutek zmęczenia, stresu lub adaptacji do zanieczyszczonego powietrza[12],
- niezupełna jednoznaczność określeń intensywności i rodzaju zapachu, używanych przez różnych ludzi (nawet fachowców – perfumiarzy)[27],
- brak pewności, czy wrażenie węchowe wywołuje badany związek, czy też jego śladowe zanieczyszczenia (o stężeniach mniejszych od granicy detekcji instrumentalnej).

Aldehyd benzoesowy (benzaldehyd) – zapach migdałowy

Za częściowo potwierdzone można uważać stwierdzenia, że związki należące do tych samych grup zapachowych wykazują pewne podobieństwa w budowie chemicznej, dzięki czemu istnieje pewna możliwość przewidywania zapachu na podstawie struktury. Nie jest to wciąż wiedza na tyle pewna, aby było możliwe stosowanie inżynierii molekularnej do „projektowania” zapachów. Wiadomo na przykład, że większość związków z grupy „rybiej” to aminy drugorzędowe, takie jak dimetyloamina CH3-NH-CH3. Wiadomo jednak również, że ze wzrostem stężenia trimetyloaminy jej wyraźny „rybi” zapach staje się podobny do ostrego zapachu amoniaku. Spore podobieństwa wykazują związki z grupy „miętowej” (prawie wszystkie są pochodnymi benzaldehydu), ale przykładowo w grupie „różanej”, i ogólnie wszystkich innych grupach „kwiatowych”, brak jest prostej korelacji między zapachem i strukturą chemiczną.
Wyjaśnienia wymaga wciąż problem zapachu izomerów optycznych (enancjomerów) – związków o strukturze niemal identycznej (takie same grupy funkcyjne, wzór strukturalny, widma absorpcji promieniowania). Struktury cząsteczek tych związków są wzajemnym zwierciadlanym odbiciem (izomeria konformacyjna). Mimo wielkiego podobieństwa struktury zapach takich izomerów nie jest jednakowy. Różne są też wartości progów węchowej wyczuwalności. Znane przykłady tego rodzaju par izomerów, to izomery karwonu lub galaksolidu. Na stronie internetowej Leffingwell&Associates zamieszczono liczne inne przykłady, ilustrowane modelami 3D cząsteczek.
Olbrzymia większość związków zapachowych stosowanych w przemyśle, to stosunkowo proste związki organiczne. Najliczniejszą ich grupę stanowią alkohole alifatyczne i aromatyczne oraz Aldehydy i Ketony aromatyczno-alifatyczne. Znacznie mniej liczna ich grupa to estry kwasów aromatycznych i etery.
Przykładem masowo stosowanych związków zapachowych są:
- alkohol 2-fenylopropionowy (zapach maślany),
- geraniol (zapach geranium),
- citronelol (zapach z grupy cytrusowej)Geraniol – zapach geranium

,
- mentol (zapach miętowy),

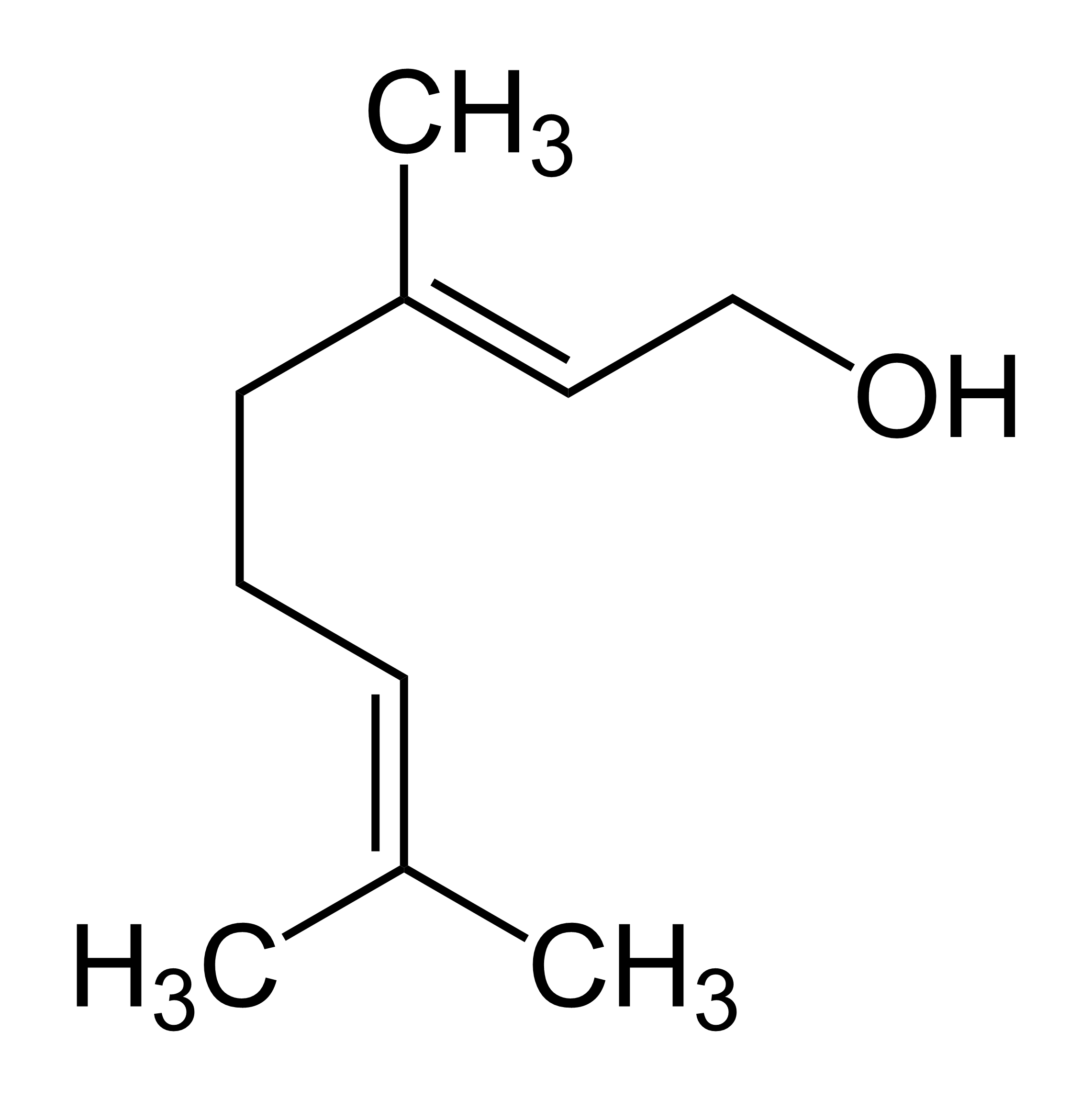
Geraniol – zapach geranium

- aldehyd 2-fenylopropionowy (zapach różany),
- wanilina (zapach waniliowy),
- benzaldehyd (zapach z grupy miętowej),
- acetofenon (zapach z grupy miodowej.

Zasadniczo alkohole mają zapach z tzw. nuty świeżej (patrz perfumy), aldehydy – z nuty średniej, zaś ketony to zazwyczaj składniki nuty bazowej – choć od tych reguł istnieją liczne wyjątki).
Wbrew rozpowszechnionym sądom, w przemyśle stosunkowo rzadko stosuje się estry, a jeśli już, to raczej estry kwasów aromatycznych – a nie alifatycznych – ze względu na to, że estry łatwo ulegają rozkładowi w kontakcie z wilgocią skóry ciała, generując nieprzyjemnie pachnące kwasy alifatyczne.

## Zapachy w przemyśle

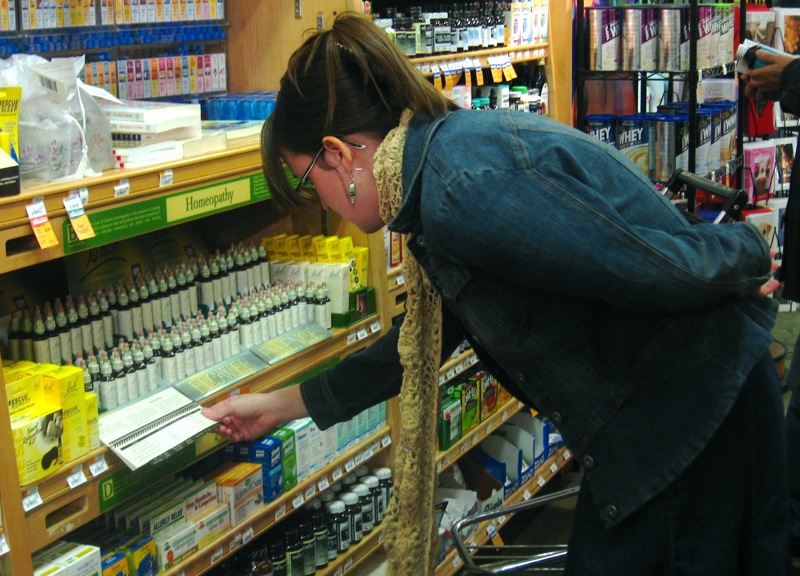
Liczba substancji zapachowych jest bardzo duża

Wiele związków chemicznych cechuje silny zapach, który odczuwa olbrzymia większość ludzi. Często wystarczają ich stężenia na poziomie kilku ppm, aby były one wyczuwalne dla człowieka. W niektórych przypadkach wystarczające są stężenia nawet ponad tysiąckrotnie mniejsze.
Tego rodzaju związki są masowo stosowane w przemyśle spożywczym (zob. aromaty spożywcze), środków czystości i przede wszystkim kosmetycznym (zwłaszcza w branży perfumeryjnej) – służą one do nadawania przyjemnego zapachu takim produktom, jak proszki do prania, mydła, kremy oraz do produkcji perfum i wód toaletowych.
Ze względu na komercyjne znaczenie tych związków prowadzi się na całym świecie szeroko zakrojone ich poszukiwania. Wciąż nowe są wprowadzane na rynek. Podstawowym i pierwotnym źródłem tego rodzaju substancji są ekstrakty z roślin i zwierząt (w mniejszym stopniu), tzw. olejki zapachowe (naturalne). Są one rozdzielane na poszczególne związki, spośród których wybiera się te, które prawdopodobnie decydują o zapachu mieszaniny. Związki te są następnie klasyfikowane i katalogowane. W czasie takich badań są stosowane chromatografy gazowe z przystawką do węchowych – olfaktometrycznych – ocen zapachu poszczególnych eluatów.

## Zapachy niepożądane („odory”)

### Odoranty

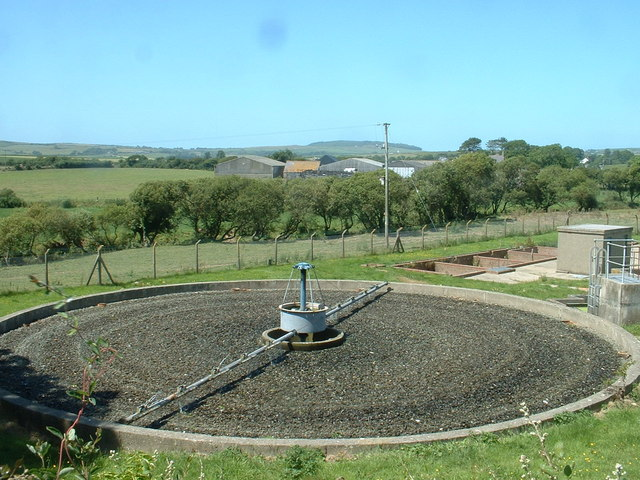
Oczyszczalnia ścieków

Zapachy niepożądane dla człowieka są to najczęściej zapachy określane jako nieprzyjemne (smród, fetor, odór). Mogą to być także zapachy przyjemne, lecz obce w danym środowisku. Zapachy niepożądane bywają określane nazwą odory.
Przyczyną zapachowej uciążliwości są zwykle wieloskładnikowe mieszaniny zanieczyszczeń powietrza (odorantów i związków bezwonnych). Są to mieszaniny związków chemicznych, które znacznie się różnią rodzajem zapachu, wysokością progu węchowej wyczuwalności, szybkością zmian intensywności zapachu wraz ze zmianami stężenia itp. Szczególnie intensywny nieprzyjemny zapach wykazują np. siarkowodór, DMS i inne sulfidy, tiole i inne związki siarkoorganiczne, aminy, alkohole, aldehydy, ketony, estry i kwasy tłuszczowe.
Chemicy identyfikują zwykle tylko część składników mieszaniny zanieczyszczeń, przy czym nie jest możliwe wykazanie, że ta część decyduje o zapachu zanieczyszczonego powietrza. Interpretację wyników analizy chemicznej – jakościowej i ilościowej – utrudnia brak wiedzy o zależności wrażeń zmysłowych od bodźców (psychofizjologia, psychofizyka).

### Metody pomiarów
Problemy, związane z uciążliwością zapachową są analizowane z użyciem technik olfaktometrycznych (dział analizy sensorycznej). Można tu wyodrębnić:
- techniki ocen subiektywnych:
  - skalowanie uciążliwości zapachu,
  - skalowanie intensywności zapachu,
  - skalowanie jakości hedonicznej,
- techniki obiektywnego i ilościowego oznaczania zapachowego stężenia zanieczyszczeń (wszystkich odorantów łącznie).

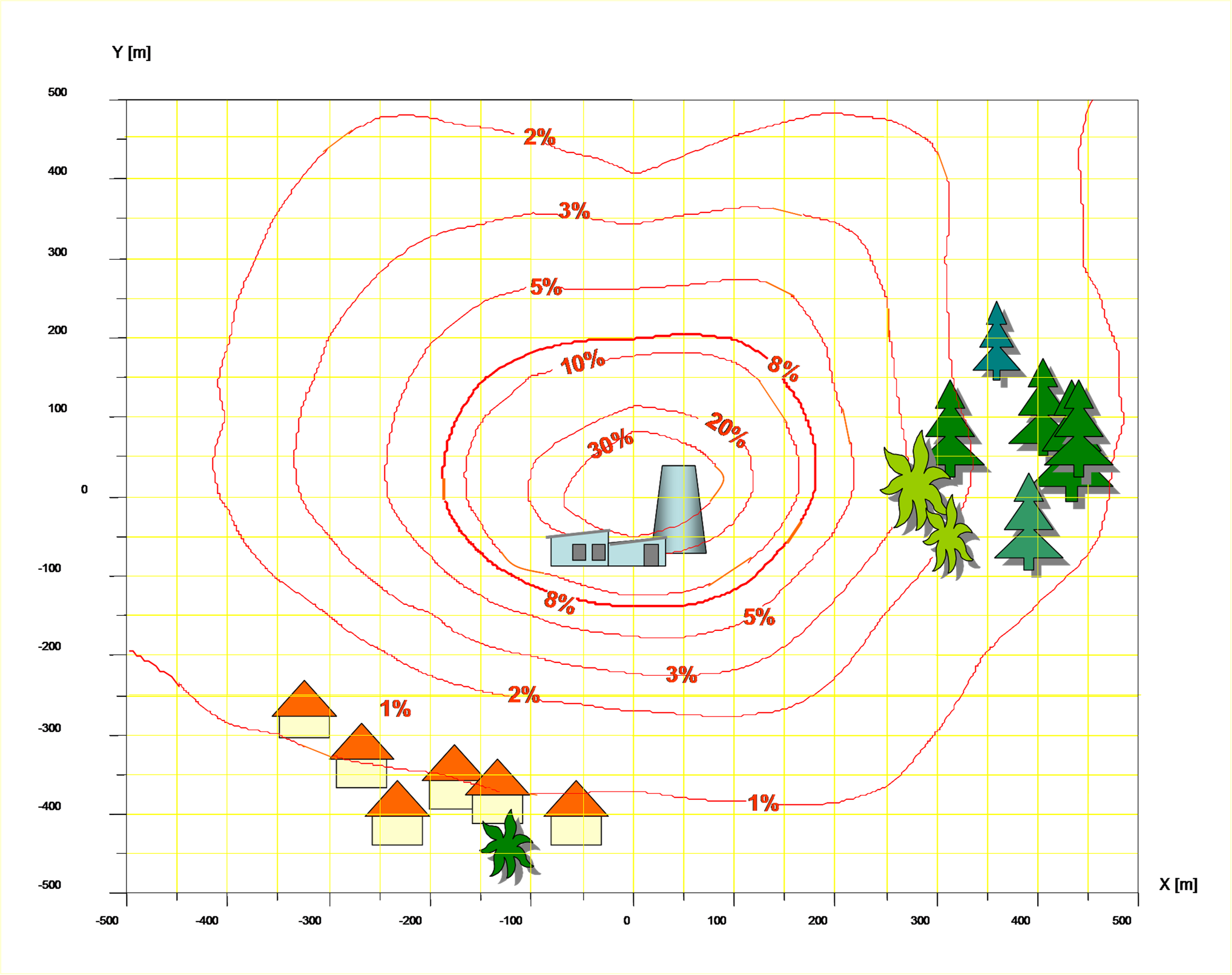
Wyniki obliczeń częstości występowania stężenia > 1ou_{E}/m³ w skali roku (przykład). Uciążliwość zapachowa odpowiadająca częstości 2–3% jest zwykle akceptowana.

Zgodnie z normą EN13725:2003 (PN-EN13725:2007) stężenie odorantów w powietrzu lub w odlotowych gazach przemysłowych (stężenie zapachowe, cod) wyraża się w europejskich jednostkach zapachowych w metrze sześciennym (ouE/m³). Pomiary olfaktometryczne wykonuje się z użyciem olfaktometrów dynamicznych, w których strumień próbki jest mieszany ze strumieniem czystego powietrza. Rolę czujnika aparatu pomiarowego (detektora) odgrywa zespół ludzi, którzy spełniają określone w normie kryteria wrażliwości węchowej. Liczbową miarą stężenia zapachowego jest taki stopień rozcieńczenia próbki, po którym jest osiągany zespołowy próg wyczuwalności zapachu (cod,th = 1 ouE/m³).

### Stopień zapachowej uciążliwości i „standardy zapachowe”
Za miarę uciążliwości zapachowej w otoczeniu źródła odorantów jest uznawana odniesiona do skali roku częstość występowania zapachu rozpoznawalnego, słabego lub wyraźnego. Akceptowalna częstość takich incydentów zależy od tego, jak bardzo nieprzyjemny jest zapach. Zostało to uwzględnione w projekcie dyrektywy horyzontalnej IPPC H4. Opierając się na wynikach długofalowych badań hedonicznej jakości zapachów, charakterystycznych dla różnych rodzajów działalności gospodarczej, wyodrębniono trzy grupy źródeł o różnej potencjalnej uciążliwości, dla których zasugerowano różne „granice akceptowalności”, po których przekroczeniu powinny być wydawane administracyjne decyzje, zobowiązujące np. do zmniejszenia uciążliwej produkcji lub zainstalowania bardziej skutecznych instalacji dezodoryzujących.
Podano poziomy stężenia zapachowego, które nie powinny być przekraczane częściej niż przez 2% czasu roku:
- w odniesieniu do zakładów potencjalnie najbardziej uciążliwych: 1,5 ouE/m³,
- w odniesieniu do zakładów potencjalnie średnio uciążliwych: 3 ouE/m³,
- w odniesieniu do zakładów potencjalnie mało uciążliwych: 6 ouE/m³.

Wydanie odpowiednich polskich przepisów, określających poziomy odniesienia dla stężenia zapachowego, mieści się w zakresie kompetencji Ministra Środowiska, w porozumieniu z Ministrem Zdrowia.